# Liste der Kulturdenkmäler in Arzbach
In der Liste der Kulturdenkmäler in Arzbach sind alle Kulturdenkmäler der rheinland-pfälzischen Ortsgemeinde Arzbach aufgeführt. Grundlage ist die Denkmalliste des Landes Rheinland-Pfalz (Stand: 8. Dezember 2023).

## Einzeldenkmäler
| Bezeichnung                                | Lage                         | Baujahr | Beschreibung                                                               | Bild                           |
| ------------------------------------------ | ---------------------------- | ------- | -------------------------------------------------------------------------- | ------------------------------ |
| „Kloster“                                  | Am Bierhaus 5 Lage           | um 1860 | fünfachsiger Bruchsteinbau über hohem Kellersockel, Mittelrisalit, um 1860 | weitere Bilder Fotos hochladen |
| Gemeindehaus                               | Am Rathaus 2 Lage            | 1710    | stattlicher Fachwerkbau, teilweise massiv, bezeichnet 1710                 | weitere Bilder Fotos hochladen |
| Wohnhaus                                   | Hauptstraße 26 Lage          | um 1700 | Fachwerkhaus mit Niederlass, teilweise massiv, um 1700                     | Fotos hochladen                |
| Wegekapelle                                | Kirchstraße Lage             |         | Putzbau, Nische mit Pietà                                                  | weitere Bilder Fotos hochladen |
| Katholische Pfarrkirche St. Peter und Paul | Kirchstraße 19 Lage          | 1751–53 | Saalbau, 1751–53, 1860 kreuzförmig erweitert, 1960–63 umgestaltet          | weitere Bilder Fotos hochladen |
| Grabkreuze                                 | Kirchstraße, bei Nr. 19 Lage | ab 1598 | etwa 20 Grabkreuze, zwischen 1598 und 1751                                 | weitere Bilder Fotos hochladen |